# Przemyśl Lwowska
Przemyśl Lwowska – budowany przystanek osobowy w Przemyślu przy ul. Lwowskiej, w województwie podkarpackim. Położony jest przy linii kolejowej z Krakowa Głównego do Medyki. Nie później niż w 2025 r. planowane jest oddanie do użytku.